# Гуахира (пустыня)
Гуахи́ра (исп. Desierto de La Guajira) — песчаная пустыня на северной оконечности Колумбии в департаменте Гуахира, в 610 км к северу от столицы страны Боготы. Пустыня включает в себя большую часть полуострова Гуахира, в том числе на территории Венесуэлы.
Пустыня занимает площадь в 18 000 км². На её территории обитает народ Гуахиро (вайю) из группы индейцев-араваков, занятый главным образом скотоводством, а также нырянием за жемчугом.
Область пустыни обладает большими запасами угля, который добывается в районе, известном под названием Эль-Серрехон.
На территории пустыни также расположен национальный парк Серрания-де-Макуира площадью в 25 000 гектаров на единственной в пустыне холмистой цепи высотой до 450 метров. Статус национального парк получил в 1977 году.